# Thalictrum galeottii
Thalictrum galeottii är en ranunkelväxtart som beskrevs av Lecoy.. Thalictrum galeottii ingår i släktet rutor, och familjen ranunkelväxter. Inga underarter finns listade i Catalogue of Life.